# Guardes

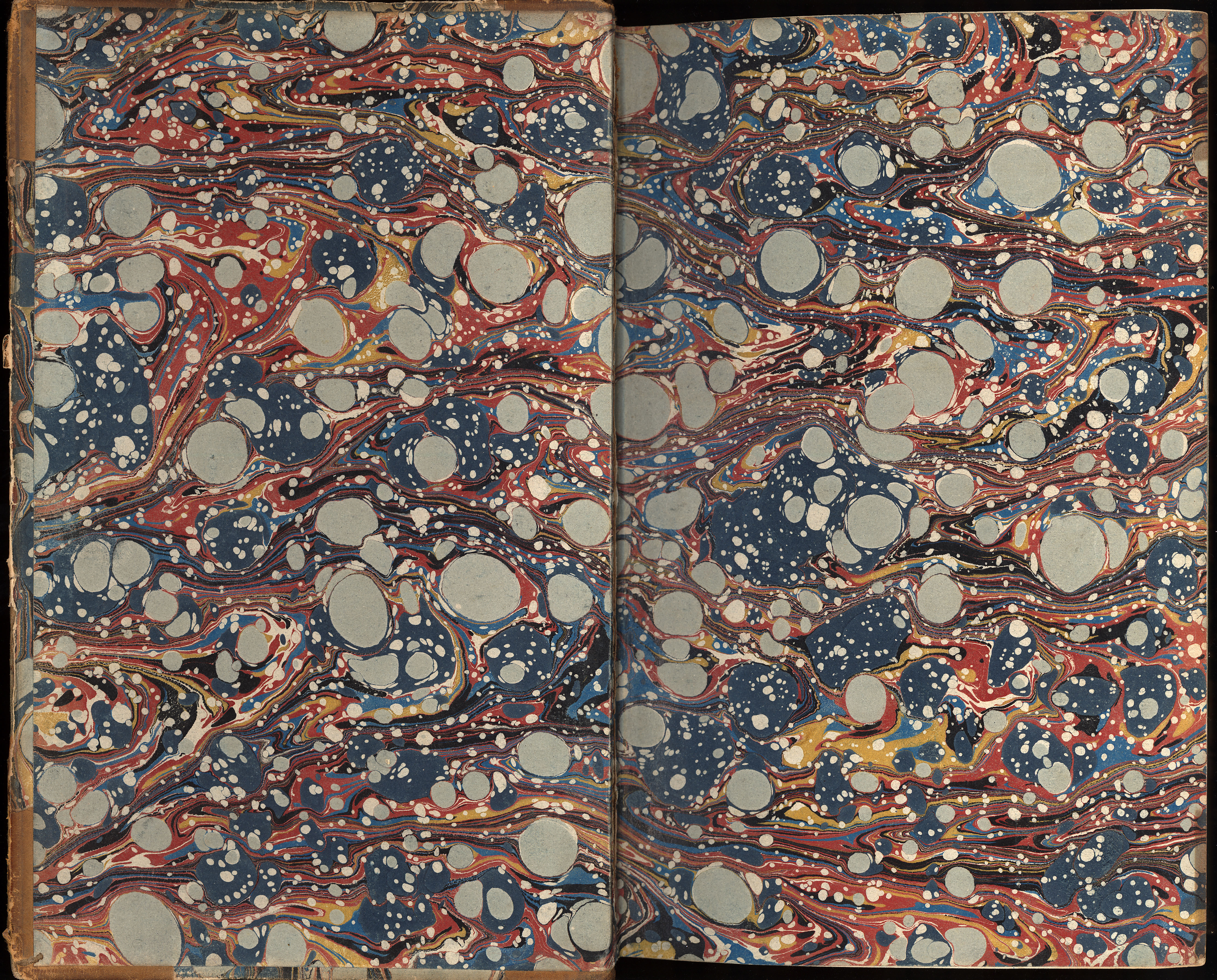
Guarda marbrejada de 1860

Les guardes són una part del llibre, concretament els fulls que l'enquadernador posa entre el llibre i cadascun dels cartons de la coberta, la meitat del qual s'enganxa a la cara interior del cartó.
Segons Emili Eroles, en el seu Diccionario histórico del libro existeixen tres classes de guardes:
- 1) Els fulls blancs que s'adhereixen a les cares interiors de les tapes, resguardant el text.
- 2) Els fulls blancs duplicats, que en llibres de certa categoria, impresos sobre paper especial, tenen al principi i al final del llibre i que es diuen "fulls de cortesia".
- 3) Les guardes jaspiades, que antigament es col·locaven en tots els llibres.

Antigament, es folraven les cobertes interiors dels llibres amb estampes, que s'encolaven sobre el cartó o la pell de les tapes i que van ser, en realitat, les precursores de les guardes. Es deia que el sant o la imatge que figurava a l'estampa guardava i protegia el llibre.
Segons el Diccionari paperer, és el paper que uneix i lliga les tapes del llibre amb la seva tripa (part interna del paper), la composició i comportament de la qual condicionarà les característiques del full; i en el mateix Diccionari, el paper de guardes és aquell d'uns 80 g/m², generalment acolorit amb sanefes o dibuixos, que es fa servir per a fer la guarda del llibre.
En el llibre manuscrit és el foli de protecció que l'enquadernador posa entre el llibre i cadascun dels cartons de la coberta, la meitat del qual s'agafa a la cara interior del cartó.
El Diccionario de bibliología y ciencias afines, precisa que la guarda és el full de paper dels dos que, doblegats per la meitat i generalment en blanc, posen els enquadernadors al començament i a la fi del llibre encartonat i s'usa més en plural, "guardes".
En les guardes, una de les seves pàgines s'agafa a la part interior de la tapa; les afegeix l'enquadernador, en els primers temps per a reforçar els caixos de les cobertes i protegir millor la primera i darrera pàgina del llibre, i generalment són de paper diferent del que s'usa en el cos del llibre, de diferent gramatge i de vegades també de diferent color. Poden anar en blanc, litografiades d'un color llis o de colors diversos, fent aigües i impreses tipogràficament. De vegades s'imprimeixen especialment per a una obra determinada, i la seva il·lustració té a veure amb l'obra, amb la casa editora, amb qui l'ha encarregat, etc. Si es tracta d'una col·lecció, les guardes són iguals en tots i cadascun dels seus volums. En enquadernacions riques, les guardes poden ser de materials diferents del paper, com la seda, el moaré, i fins i tot alguns ordes mendicants feien les guardes d'alguns llibres religiosos amb
la mateixa llana emprada en els seus hàbits. Normalment, no porten foliació, però virtualment s'enumeren de l'1 al 4 les cares de la guarda anterior i del 5 al 8, les de la posterior. Mentre que els llibres en rústica no tenen guardes, en les obres de luxe poden constituir una ostentació artística i de bon gust.
Segons la part del llibre on siguin o segons com es fan, tenen denominacions diferents: 
En el full de guarda, una part va adherida a la contratapa i l'altra (anomenada Volant o full de cortesia) pot anar aferrada o no a la primera pàgina del quadernet de guardes blanques, si aquests dos fulls formen una sola peça que s'adapta al joc i al caixo del llibre s'anomena Guarda catalana.
Guarda anterior, és la que va al principi del llibre, amb el full esquerre encolat a la coberta anterior.
Guarda posterior, és la que va a la fi, encolada a la coberta posterior.
Guarda volant, part de la guarda que no s'adhereix a la contracoberta, per oposició a la contraguarda (part de la guarda encolada a la contracoberta).
Contraguarda, full de la guarda que adherida a la contratapa.
Cap al segle xvii, a França van començar a utilitzar paper pintat a mà per a fer guardes, moltes vegades amb aspecte jaspiat o marbrat. Al principi del segle xvii, a Àustria les guardes imitaven pell embotida, i a la darreria del mateix segle, imitant la trama dels teixits van néixer les indianes, dibuixos o motius amb colors molt vives que es repeteixen per tota la superfície del paper de guardes.
Diverses tècniques permeten de decorar els papers de guardes de maneres molt originals, i fins i tot s'utilitzaren per a folrar externament els llibres o per a confeccionar estoigs.